# Karol Kočí
Karol Kočí, křtěný Karel (17. ledna 1879, Svojšice – 7. prosince 1956, Vrbové) byl slovenský entomolog - koleopterolog a lesník českého původu.

## Biografie
Narodil se v Svojšicích v okrese Kolín v rodině dozorce v cukrovaru. Obecnou školu vychodil ve svém rodišti, měšťanskou školu v Kouřimi. Za své povolání si zvolil práci lesníka, proto tři roky pracoval jako lesní praktikant. Po ukončení praxe absolvoval lesnickou školu v Aggsbachu v dolním Rakousku. Na základě doporučení školy pracoval v letech 1898-1902 jako lesní adjunkt v Staré Bystrici v okrese Čadca na panství hraběnky d'Harcourtové. V roce 1902 byl ustanoven revírním lesníkem při lesním úřadu v Selci, kde pracoval až do roku 1908. V roce 1908 nastoupil na lesní správu v Omšení v okrese Trenčín, nefaleko od Trenčianských Teplíc, kde pracoval do roku 1910. V letech 1910 až 1912 pracoval na lesní správě v obci Mníchova Lehota. Z těchto polesí odešel pracovat jako nadlesní v roce 1912 do Vrbového v okrese Piešťany, kde pracoval až do svého odchodu do důchodu v roce 1950.

## Entomologické aktivity
Ve kterém období se začal Karel Kočí zajímat o entomologii není známo. Podle entomologických štítků z jeho sbírky se tak stalo asi v roce 1902, v době jeho pobytu v Selci. Zabýval se hlavně sběrem brouků (Coleoptera), ale okrajově i jinými skupinami hmyzu (např. Diptera). Své entomologické sběry a faunistický výzkum vykonával v oblasti severozápadního a později i středního Slovenska - v místě jeho pracovního místa: Stará Bystrica, Selec, Omšenie, Mníchova Lehota a Vrbové. Svými sbírkami významně přispěl k entomologickému průzkumu Slovenska. Kromě toho prováděl sběry i na území Bosny, kde sbíral převážně v okolí Ilidže. Byl v úzkém styku s entomology z „Prírodovedného spolku župy trenčianskej“, hlavně s Karolem Bančíkem a Josefem Lacem, který pracoval jako matrikář v Bratislavě. Těmto entomologům poskytoval informace o svých nálezech, vyměňoval si s nimi materiál ze sbírek a na místech svých sběrů pro ně prováděl sběr hmyzího materiálu jiných řádů hmyzu.
Jeho sbírka brouků o počtu 8 480 kusů byla uložena v „Katedře zoologie“ Přírodovědecké fakulty Univerzity Komenského v Bratislavě, odkud byla v roce 1963 přenesena do Slovenského národního muzea v Bratislavě.